# Culcairn
Culcairn är en ort i Australien. Den ligger i kommunen Greater Hume Shire och delstaten New South Wales, i den sydöstra delen av landet, omkring 430 kilometer sydväst om delstatshuvudstaden Sydney.
Runt Culcairn är det mycket glesbefolkat, med 2 invånare per kvadratkilometer.. Culcairn är det största samhället i trakten.
Trakten runt Culcairn består till största delen av jordbruksmark. Genomsnittlig årsnederbörd är 925 millimeter. Den regnigaste månaden är mars, med i genomsnitt 119 mm nederbörd, och den torraste är oktober, med 47 mm nederbörd.